# Ron Dellums
Ronald Vernie "Ron" Dellums, född 24 november 1935 i Oakland, Kalifornien, död 30 juli 2018 i Washington, D.C., var en amerikansk politiker. Han efterträdde i januari 2007 en annan veteranpolitiker, Jerry Brown, som borgmästare i Oakland.
Dellums var ledamot av USA:s representanthus 1971–1998. Medan han varje gång kandiderade som demokrat och åter registrerade sig som medlem av partiet inför borgmästarvalet i Oakland 2006, beskrev Dellums sig som socialist. Han var medlem i Democratic Socialist Organizing Committee, en organisation med nära kopplingar till Socialist Party of America, ett parti som 1973 upphörde att existera. Dellums var också viceordförande för Democratic Socialists of America, en organisation som har medlemmar både från demokraterna och sådana som står utanför partiet.